# Zračno pristanište Lučko
Zračno pristanište Lučko nalazi se 11 km od središta Zagreba, u blizini naselja Lučko. Aeroklub Zagreb je službeni operater aerodroma Lučko od 1959. godine.
U periodu između Drugog svjetskog rata i 1959. služio je i kao zagrebačka zračna luka.
Do 2000. godine postojala je i 94. zrakoplovna baza Lučko Hrvatskog ratnog zrakoplovstva koja je ustrojbeno prestala postojati, pa 28. eskadrila transportnih helikoptera ulazi u sastav 91. zrakoplovne baze Zagreb-Pleso. Danas su na Lučkom smješteni transportni helikopteri Mil Mi-171Sh.
Na lučkom je i sjedište Zrakoplovne jedinice specijalne policije MUP-a.

## Poveznice
|  | Zajednički poslužitelj ima još gradiva o temi Zračno pristanište Lučko |